# Otlatzintla, Chicontepec
Otlatzintla är en ort i Mexiko.   Den ligger i kommunen Chicontepec och delstaten Veracruz, i den sydöstra delen av landet, 200 km nordost om huvudstaden Mexico City. Otlatzintla ligger 260 meter över havet och antalet invånare är 273.
Terrängen runt Otlatzintla är kuperad åt sydväst, men åt nordost är den platt. Runt Otlatzintla är det ganska tätbefolkat, med 86 invånare per kvadratkilometer. Närmaste större samhälle är Chicontepec de Tejada, 3,2 km väster om Otlatzintla. Omgivningarna runt Otlatzintla är en mosaik av jordbruksmark och naturlig växtlighet.